# Henriëtte Willebeek le Mair
Henriëtte Willebeek le Mair (Rotterdam, 23 april 1889 – Den Haag, 15 maart 1966) was een Nederlands illustrator van kinderboeken. 

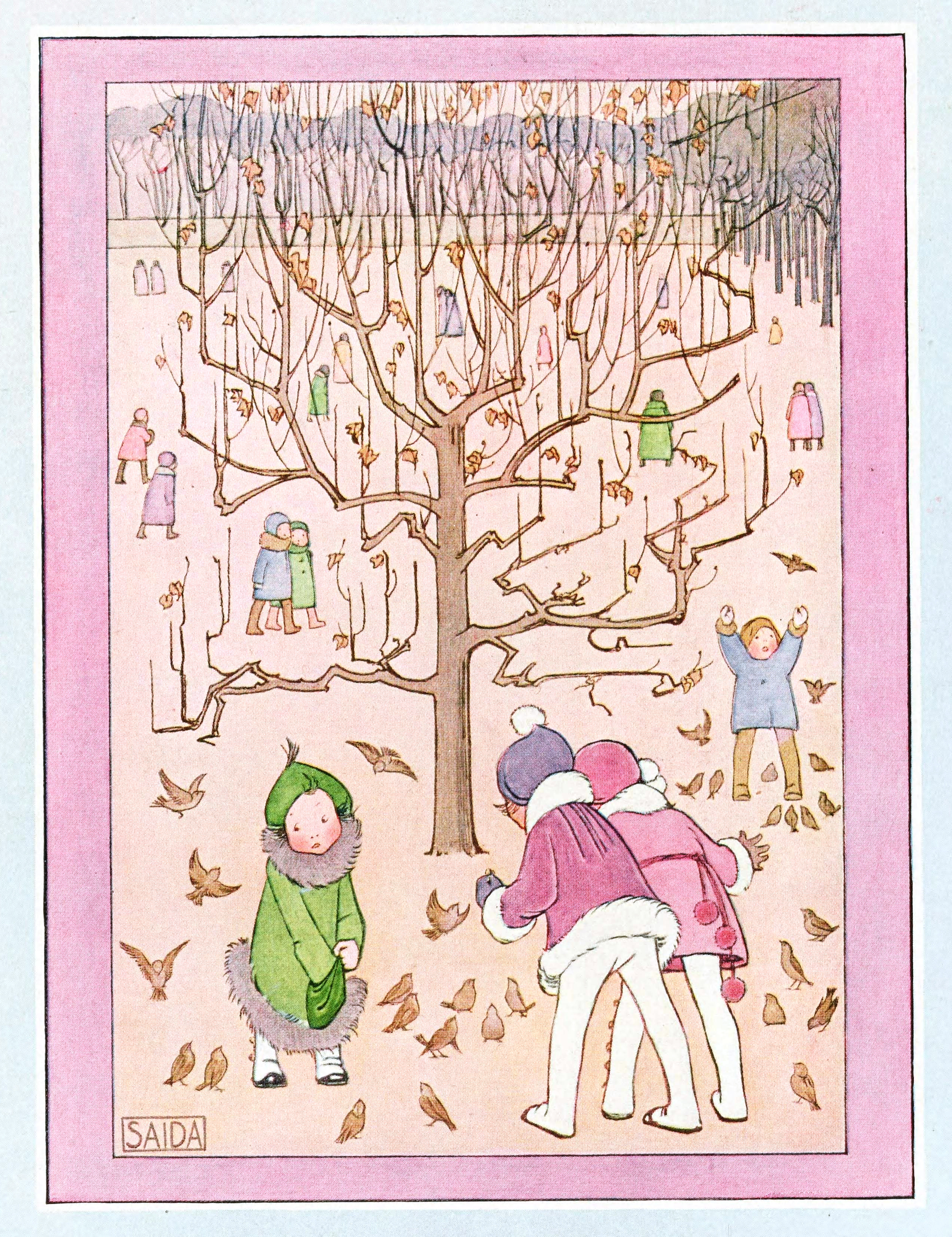
Tekening gepubliceerd onder haar pseudoniem Saida

Haar eerste boek, Premières Dondes Enfantines werd gepubliceerd toen ze vijftien jaar oud was. Hoewel ze een relatief beperkt aantal boeken illustreerde, wordt haar werk gerekend tot de klassieken. In haar Engelstalige prentenboeken koppelde Willebeek le Mair oudhollandse versjes, niet aan het negentiende-eeuwse burgerlijke milieu van de stadse Hollander, zoals Nelly Bodenheim in Handje-Plak (1900) en Het regent, het zegent (1901) deed, maar aan een geïdealiseerd Hollands folklorisme.

## Geïllustreerde kinderboeken
- Premières Rondes Enfantines (1904)
- Our Old Nursery Rhymes (1911)
- Little Songs of Long Ago (1912)
- Schumann’s Piano Album of Children’s Pieces (1913)
- Grannie’s Little Rhyme Book (1913)
- Mother’s Little Rhyme Book (1913)
- Auntie’s Little Rhyme Book (1913)
- Nursie’s Little Rhyme Book (1913)
- Daddy’s Little Rhyme Book (1913)
- Baby’s Little Rhyme Book (1913)
- The Children’s Corner (1914), auteur R. H. Elkin
- What the Children Sing (1915)
- Little People (1915)
- Old Dutch Nursery Rhymes (1917), auteur R. H. Elkin. Nederlandse vertaling: Hollandse kinderliedjes, geharmoniseerd door J. Röntgen. Digitale versie: Geheugen van Nederland
- Baby’s Diary (ca. 1925)
- A Gallery of Children (1925), auteur A.A. Milne
- A Child’s Garden of Verses (1926), auteur Robert Louis Stevenson
- Twenty Jataka Tales (1939), auteur Noor Inayat Khan
- Christmas Carols for Young Children (1946)

Volgens het artikel 'Het turbine d.ss 'Patria' van de Rotterdamsche Lloyd' in het tijdschrift Nederlandsch Indië Oud & Nieuw 4(1919-1920)-8, December 1919, 227-256, verzorgde Willebeek le Mair de wandversieringen van de kinderkamer op de 'Patria'.

## Overig
Zij trouwde in 1922 met Hubertus Paulus van Tuyll van Serooskerken (1883-1958), leider van de Soefibeweging in Nederland; zij was eveneens leidster van die beweging. Ze was bekend onder de naam Saida.
- Biografisch Portaal: 23839547
- CiNii: DA06605423
- Digitale Bibliotheek voor de Nederlandse Letteren: will175
- Gemeinsame Normdatei: 110438949
- International Standard Name Identifier: 0000 0000 8373 3891
- Library of Congress Control Number: n82010979
- MusicBrainz: a1a888c0-5ba9-40fa-9082-b453852c96c0
- Bibliotheek van het Japanse parlement: 00447084
- Nationale bibliotheek van Australië: 35449808
- Nationale Bibliotheek van Israël: 987007283524005171
- Nederlandse Thesaurus van Auteursnamen: 068403291
- RKD-Nederlands Instituut voor Kunstgeschiedenis: 84594
- LIBRIS: 201094
- Trove: 957046
- Union List of Artist Names: 500181640
- Virtual International Authority File: 37512596
- WorldCat: E39PBJgHby4VfVxGBk9bXVXmVC